# فراری تنها
فراری تنها (به انگلیسی: Smash Palace) یک فیلم سینمایی نیوزیلندی است که در مه ۱۹۸۱ در کن به نمایش درآمد و در آوریل ۱۹۸۲ اکران سینمایی شد. این فیلم شرح حال راننده اسبق اتومبیلرانی (با بازی برونو لارنس) است که سهواً به پایان ازدواج خود کمک می‌کند، سپس دخترش (گریر رابسون) را می‌رباید.

## تولید
بودجه این فیلم توسط کمیسیون فیلم نیوزلند تأمین شد. وقتی دونالدسون برای اولین بار تقاضای بودجه کرد، او را رد کردند. در تلاش دوم، وی بار دیگر از تأمین بودجه محروم شد، تا اینکه سازنده باسابقه فیلم جان اوشی اشاره کرد که کار قبلی دونالدسون، سگ‌های خفته، دلیل تأسیس کمسیون بوده‌است.
یکی از شرایط بودجه نهایی فیلم این بود که به موقع برای اکران در جشنواره کن ۱۹۸۱ تکمیل شود. این یک برنامه فشرده را برای گروه تولید مجبور کرد و فقط چهار ماه بین شروع فیلمبرداری و اکران فیلم فاصله داشت.
اگرچه فیلم از نظر نیوزیلند کاملاً تأمین مالی و فیلمبرداری شده بود، اما این فیلم برای اولین بار در ایالات متحده آمریکا منتشر شد. انتظار این بود که با اکران اولیه در ایالات متحده، این فیلم نظر مثبت منتقدان بین‌المللی را بدست آورد.